# Eparchie sydneyská a australsko-novozélandská
Eparchie sydneyská a australsko-novozélandská je eparchie ruské pravoslavné církve v zahraničí.

## Území a titul biskupa
Zahrnuje správní hranice území Austrálie a Nového Zélandu. Současně do její správy patří Korejská duchovní misie a pravoslavná misie v Pákistánu.
Eparchiálnímu biskupovi náleží titul biskup sydneyský a australsko-novozélandský.

## Historie
Australská eparchie byla zřízena roku 1946 Archijerejským synodem RPCZ.
Do roku 1950 byl katedrálou chrám svatého Mikuláše v Brisbane, ale poté bylo sídlo biskupa přeneseno do Sydney a katedrálou se stal chrám svatých Petra a Pavla.
Roku 1994 byla k eparchii připojena Korejská duchovní misie.
V únoru 2005 se k eparchii připojily farnosti v Indonésii, které byly dříve pod jurisdikcí hongkongské metropolie Konstantinopolského patriarchátu. Dne 2. listopadu 2019 byly převedeny do jurisdikce Patriarchálního exarchátu Jihovýchodní Asie.
Na jaře 2012 zřídila eparchie v Pákistánu pravoslavnou misii.

## Seznam biskupů
- 1946–1955 Feodor (Rafalskyj)
- 1955–1969 Savva (Rajevskij)
- 1969–1970 Afanasij (Martos)
  - 1970–1970 Savva (Rajevskij) dočasný správce
- 1970–1980 Feodosij (Putilin)
- 1980–1992 Pavel (Pavlov)
  - 1992–1984 Daniil (Alexandrov) dočasný správce
- 1994–1994 Alipij (Hamanovyč)
- 1995–1995 Varnava (Prokofjev)
- 1996–2022 Hilarion (Kapral)
  - 2022–2022 George (Schaefer) dočasný správce
- od 2022 George (Schaefer)